# Pôle Sud d'inaccessibilité

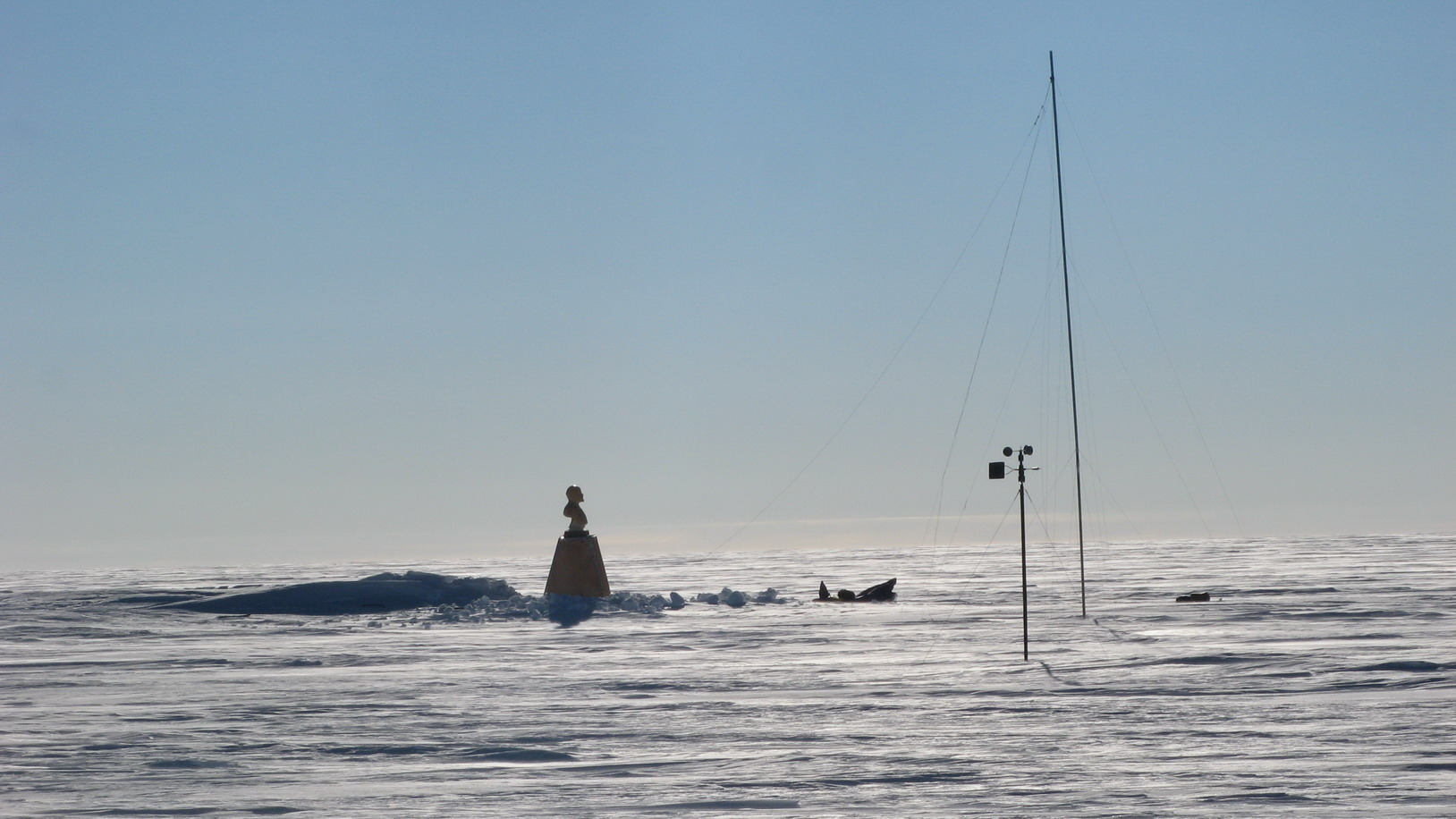
La zone de l'ancienne base soviétique Pôle d'inaccessibilité photographiée en 2007. Le buste de Lénine est quasiment le seul élément encore visible.

Le pôle Sud d'inaccessibilité est le point du continent Antarctique le plus éloigné de toute côte.

## Localisation
De façon générale, le pôle Sud d'inaccessibilité se situe en Antarctique oriental sur le plateau polaire, dans une zone revendiquée par l'Australie à environ 800 km du pôle Sud et 1 000 km à l'ouest de la base Vostok. Les côtes les plus proches sont distantes d'environ 1 300 km : la barrière de Ross au sud-est, la barrière d'Amery au nord, la barrière de Filchner-Ronne à l'ouest.
L'altitude de la région est très élevée (3 000 m en moyenne). Son altitude, combinée à sa latitude, en fait l'endroit du globe où les températures sont les plus basses : −58 °C en moyenne. Les vents presque constants rendent les conditions inhospitalières pour toute forme de vie même les plus résistantes aux conditions extrêmes comme les bactéries ou les virus.
La localisation précise du pôle Sud d'inaccessibilité est difficile à déterminer et plusieurs coordonnées ont été avancées. Ces différences ont plusieurs causes :
- la mesure de la côte : depuis le bord des barrières de glace ou depuis sa ligne d'ancrage sur la roche ;
- la difficulté à déterminer la localisation de la côte « solide » ;
- le mouvement des barrières de glace ;
- les progrès dans la précision des relevés au cours du temps.

Le point le plus couramment référencé correspond à l'ancienne base de recherche soviétique Pôle d'inaccessibilité (en) (82° 06′ S, 54° 58′ E, qui est classée comme monument historique de l'Antarctique, d'autres sources indiquant 83° 06′ S, 54° 58′ E). Elle est située à 878 km du pôle Sud à une altitude de 3 718 m, à 600 km de la base Sovetskaïa. En utilisant des critères différents, le Scott Polar Research Institute localise le pôle à 85° 50′ S, 65° 47′ E.
Selon le site internet ThePoles.com, si on ne tient compte que de la surface terrestre de l'Antarctique, le point le plus éloigné de la mer est situé par 82° 53′ 14″ S, 55° 04′ 30″ E ; en prenant en compte les calottes glaciaires, il est situé par 83° 50′ 37″ S, 65° 43′ 30″ E. Ce dernier point a été calculé par le British Antarctic Survey en 2005.
Dans le cadre des expéditions sportives où un point fixe est préféré, la station soviétique est utilisée. Cette option a été reconnue par le Livre Guinness des records pour l'expédiction Team N2i de 2006–2007.

## Exploration
Le pôle Sud d'inaccessibilité est considérablement plus isolé et difficile à atteindre que le pôle Sud géographique. Le 14 décembre 1958, une expédition de 18 personnes, provenant de la troisième expédition antarctique soviétique (en), atteint pour la première fois le pôle Sud d'inaccessibilité tel que défini à l'époque. Elle établit la base de recherche Pôle d'inaccessibilité (en) (en russe : Полюс недоступности, Polyus Nedostupnosti). La base soviétique effectue des relevés météorologiques du 14 au 26 décembre 1958. La base est atteinte par une expédition cartographique américaine en 1965. Une deuxième mission soviétique l'atteint en 1967.
De cette base subsiste un édifice, ainsi qu'un buste de Vladimir Lénine dirigé vers Moscou. La base fait partie des premiers sites historiques de l'Antarctique, inscrite sur une initiative de l'Union soviétique en 1972.
Le 11 décembre 2005, Ramón Larramendi, Juan Manuel Viu et Ignacio Oficialdegui de l'Expédition transantarctique espagnole passent par le premier point déterminé par le British Antarctic Survey, qui ne tient pas compte des barrières de glace, à l'aide d'un traîneau tiré par cerf-volant,. L'équipe poursuit vers le deuxième point, qui tient compte des barrières, et l'atteint le 14 décembre 2005,.
Le 4 décembre 2006, l'expédition anglo-canadienne Team N2i, composée de Henry Cookson (en), Rupert Longsdon, Rory Sweet et Paul Landry (en), s'élance pour rejoindre la station soviétique sans assistance mécanique. Elle l'atteint le 20 janvier 2007, redécouvrant la statue de Lénine : de la base, seul le buste est alors visible, dépassant d'1,5 m de la glace, érigé sur un support en bois fixé sur le toit d'un bâtiment. Celui-ci est enfoui sous la neige. Les explorateurs sont récupérés sur le lieu par un avion provenant de la base Vostok et déposés à la base Progress.
Le 27 décembre 2011, conduite par Sebastian Copeland (en), une équipe atteint la base soviétique à pied et en snowkite depuis la base Novolazarevskaya.
Le 15 décembre 2014, Frédéric Dion  atteint le centre de l’Antarctique, et ce, en un temps record de 36 jours. Parti de la base russe Novolazarevskaya en Antarctique le 10 novembre 2014 en skis à traction, Frédéric a affronté des températures sous les −50 °C, souffert d’engelures, d’un traîneau brisé à plusieurs reprises qui s’est finalement démembré,, d’un blizzard avec des vents de 120 km/h et d’un incendie qui a failli brûler sa tente.

## Cinéma
Le film sud-coréen Antarctic Journal, réalisé par Yim Pil-sung, scénarisé par Bong Joon-ho et sorti en 2005, raconte l'histoire d'un groupe de six hommes essayant d'atteindre le pôle Sud d'inaccessibilité.